# صلاح محسن (عسكري مصري)
الفريق صلاح محسن كان قائدًا عسكريًا بالقوات المسلحة المصرية، تولى القيادة الشرقية للجيش عام 1966 والتي سميت فيما بعد قيادة الجيش الميداني في حرب يونيو 1967، وفي أعقاب الحرب عُيّن مساعدًا للقائد العام لشئون التدريب ثم مساعدًا لوزير الحربية لشئون الجيش الشعبي وفي بداية السبعينات عين محافظاً للمحافظة غربية ثم محافظًا للمنيا في الفترة 1971–1972.

## المسيرة العسكرية

### البداية
التحق صلاح محسن بالكلية الحربية في 1936 وتخرج بعدها بعامين في 1938 ضمن دفعة الرئيس محمد أنور السادات والفريق عبد المنعم رياض. بعد تخرجه التحق بمدرسة المشاة في ألماظة بالقاهرة وتدرج في مناصب سلاح المشاة ثم تولى قيادة اهم لواء مشاة في أعقاب ثورة يوليو 1952 وقد كان ذلك اللواء بمثابة نواة بناء الجيش المصري الجديد.

### حرب يونيو 1967
القيادة والإشراف
تولى الفريق صلاح محسن قيادة الجبهة الشرقية في صيف 1966 وأشرف على وضع الخطة الدفاعية المعروفة التي عُرفت باسمِ «قاهر» والتي صادق عليها المشير عبد الحكيم عامر في كانون الأول/ديسمبر 1966 كما أشرف على التدريب على الخطة وتنفيذ التحصينات والتجهيزات الخاصة بخط الدفاع الأول.
قيادة الجيش الميداني
بحاول أيار/مايو 1967، وفي ظلِّ أجواء التصعيد مع إسرائيل، عُدِّلَ مسمَّى «قيادة الجبهة الشرقية» إلى «قيادة الجيش الميداني» وظلت تحت قيادة الفريق صلاح محسن وكان مقرها في منطقة ريشان لحمان بين الحسنة وتمادا بوسط سيناء. 
صدرَ في نفس الوقت قرار فجائي بإنشاء قيادة جديدة تحت مسمى «قيادة القوات البرية» برئاسة الفريق عبد المحسن مرتجى وكانت مهام تلك القيادة الجديدة متشابهة مع مهام قيادة الجبهة الشرقية بالرغم من أن القيادة الجديدة كانت تعلوها من حيثُ تسلسل القيادة الهرمي مما كان له بالغ الأثر في تضارب القرارات التي صدرت من كليهما أثناء العمليات وخاصة فيما يتعلق بقرار الانسحاب.
الهجمات الإسرائيلية وتضارب الخُطط
في صباح 5 حزيران/يونيو 1967 كان الفريق صلاح محسن بصحبةِ كافة قيادات الجبهة حتى رتبة العميد في مطار بير تمادا في انتظار وصول طائرة المشير عبد الحكيم عامر للاجتماع بهم إلا انهم فوجئوا بهجوم الطائرات الإسرائيلية على المطار وتدميره وبعد انتهاء الهجوم والفوضى التي صاحبته، أسرع القادة بالعودة إلى مقر قيادتهم.
ونتيجة للتقدم البري الإسرائيلي بعد الهجوم الجوي في 5 حزيران/يونيو 1967، اقترحَ الفريق صلاح محسن على القيادة دفع لواء مدرع ولواء مشاة إلى العريش لوقف تقدم القوات الإسرائيلية بعد فشل الفرقة السابعة مشاة في رفح من وقفه وبالفعل تقدم اللواء 141 مدرع واللواء 112 مشاة بقيادة اللواء عثمان نصار إلى العريش لتوجيه هجوم مضاد إلا أن القوات الإسرائيلية تمكنت من إيقاف تقدم القوات المصرية وقامت القوات الجوية الإسرائيلية بقصف مواقع القوة المصرية صباح اليوم التالي مما أجبرها على الانسحاب بعد تكبدها خسائر كبيرة.
اقترحَ الفريق صلاح محسن على رئيس العمليات، الفريق أنور القاضي، سحب القوات إلى خط الدفاع الثاني والتمسك بالمضايق وفقًا للخطة قاهر، وبالرغم من موافقة المشير المبدئية على المقترح إلا انه أصدر في اليوم التالي قرارًا مخالفًا بسحب القوات غرب القناة دون خطة واضحة للانسحاب، ففي السادسة من مساء 6 حزيران/يونيو 1967 أصدر المشير عبد الحكيم عامر أوامره المباشرة وعبر اتصال هاتفي للفريق صلاح محسن قائد الجيش الميداني، متجاوزًا رئيس الأركان ورئيس هيئة العمليات والقيادة الامامية للجبهة، بانسحاب كافة الفرق إلى غرب القناة فما كان من الفريق صلاح محسن إلا ان اتصل بقادة الفرق في السابعة مساءً لإبلاغهم بالقرار وأصدر أوامره للواء صدقي الغول قائد الفرقة الرابعة المدرعة بتحرك الفرقة فوراً لاحتلال مضايق متلا، والجدي والختمية/أم مرجم لتغطيةِ انسحاب بقية القوات وتظل حتى الثانية عشرة من ظهر 7 يونيو 1967 ثم تنسحب القوات إلى غرب القناة.
قام الفريق صلاح محسن بنقل مقر القيادة المتقدمة من وسط سيناء إلى مقر القيادة بمعسكر الجلاء بالإسماعيلية وفي ظهيرة يوم السابع من يونيو تلقى الفريق صلاح الدين محسن اتصالًا من رئيس الجمهورية والقائد الأعلى للقوات المسلحة جمال عبد الناصر الذي بدا وكأنه ليس على علم بقرار الانسحاب الذي أصدره المشير وأكد ضرورة تمركز قوات الفرقة الرابعة المدرعة عند خط المضايق فما كان من الفريق صلاح محسن إلا أن طلب من قائد الفرقة العودة لاحتلال خط المضايق مرة أخرى بعد ان كانت الفرقة قد أتمت انسحابها بالفعل. وفي الأيام التالية ظل الفريق صلاح محسن في مقر القيادة بالإسماعيلية وأشرف على محاولات تجميع وتنظيم القوات المنسحبة غرب القناة بالتعاون مع الفريق عبد المحسن مرتجي والفريق احمد إسماعيل علي. 

### بعد حرب يونيو 1967
بعد تعيين الفريق محمد فوزي قائدًا عامًا للقوات المسلحة عقب استقالة عبد الحكيم عامر، أصدر الرئيس جمال عبد الناصر قرارًا في 11 يونيو 1967 بتعيين الفريق صلاح محسن مساعدًا للقائد العام لشئون التدريب ولم يمكث في هذا المنصب سوى عدة شهور حتى تم تعيينه مساعدًا لوزير الحربية لشئون الجيش الشعبي.

## المحاكمات
استُدعي صلاح للشهادة أمام محكمة عسكرية برئاسة الفريق محمود ماهر الرمالي وعضوية كل من اللواء زكي عبد اللطيف واللواء محمد حجازي في فبراير 1968 والتي أدانت اللواء صدقي الغول قائد الفرقة الرابعة وحكمت عليه بالسجن خمسة عشر عامًا مع فصله من الخدمة العسكرية والخدمة العامة.

## المناصب المدنية
بعد أن أمضى قرابة 32 عامًا في الخدمة العسكرية، وقع اختيار الرئيس السادات على الفريق صلاح محسن ليتولى منصبًا مدنيًا كمحافظ للغربية في 1970 ثم محافظًا للمنيا من 1971 وحتى 1972 وبعدها اعتزل الفريق صلاح محسن العمل العام نهائيًا.